# Schultesia guianensis
Schultesia guianensis là một loài thực vật có hoa trong họ Long đởm. Loài này được (Aubl.) Malme miêu tả khoa học đầu tiên năm 1904.